# Сайяр
Сайяр — перша татарська професійна театральна трупа.

## Історична довідка
Перший татарський театральний колектив виник на початку 1907 в Уральську. Організатором трупи був Ільяс-бек Батиргареєвич Кудашев-Ашказарський. Перший публічний спектакль «Світло і темрява» відбувся 19 травня 1907 року в Оренбурзі. Перша назва трупи — «Перша в Росії трупа мусульманських артистів драми під керівництвом І. Кудашева-Ашказарського». Влітку того ж року трупа побувала з гастролями в містах Поволжя. У серпні 1907 року в Нижньому Новгороді в трупу влилися Габдулла Хайруллін і С. Гіззатулліна-Волзька. Наступні гастролі в міста Касимов, Рязань, Москва (жовтень-грудень 1907 р.) виявилися невдалими, артисти збунтувалися.
Покинувшого трупу мурзу Кудашева-Ашказарського в критичний момент змінив Габдулла Карієв (отриманий прикажчиком Хайрулліним творчий псевдонім). На запрошення одного Каріева К. Мотігі артисти відбувають в Уральськ. Тут 12 січня 1908 року з величезним успіхом пройшла прем'єра спектаклю за п'єсою Галіаскара Камала «Нещасний юнак».
Навесні-влітку 1908 року трупа гастролює в Криму і на Північному Кавказі. Перший їхній візит в Казань закінчився невдачею, так як губернатор не дав дозвіл на постановку вистав. Другі гастролі в Нижньому Новгороді спільно з колективом азербайджанського актора Араблінського влітку 1908 року виявилися фінансово більш вдалими, спектаклі отримали хороші відгуки. Тут відбулося знайомство Карієва з початківцем драматургом Галіаскаром Камалом.
Восени 1908 року трупа прибула в Казань, вибравши її місцем постійного перебування під назвою «Сайяр» («Мандрівна зірка»), і виїжджаючи звідси на гастролі в весняно-літній період. Вистави давалися один раз в тиждень, трупа не мала свого приміщення, яке доводилося орендувати. Щотижня готувався новий спектакль.
Гастрольна діяльність Сайярі охоплювала Туркестан: Ташкент, Самарканд, Бухару, Коканд, Наманган; Степовий край — Атбасар, Павлодар, Кустанай, Орськ, Семипалатинськ; Поволжя та Приуралля.
Починаючи з 1911 року, «Сайяр» працювала в приміщенні Східного клубу в місті Казані. У 1914 році театр втратив будівлю Східного клубу, де був відкритий військовий госпіталь. Вистави ставилися в Великому театрі на Проломній і в Новому клубі на Лядській вулицях.
Керівництво театру вітало лютневу революцію 1917 р. Звільнившись від цензури, «Сайяр» за 1917 рік представив 25 прем'єр — рекордна кількість за всю історію трупи.
У 1918-19 рр. трупа працювала при губернському відділі народної освіти. Карієв мріяв про стаціонарний театр і навіть пригледів для нього приміщення в Казані — відомий Будинок Шаміля. Але цим планам не судилося здійснитися. Влітку 1918 року, перед взяттям Казані білочехами «Сайяр» розпався, а через два роки не стало і самого Габдулли Карієва.
Керівництво трупою на короткий час перейшло до Каріма Тінчуріна, але того незабаром відкликають для роботи в Центральному мусульманському комітеті.
У 1922 році в Казань повертається К. Тінчурін, він призначається худ. керівником першого ім. Червоного Жовтня Татарського зразкового державного театру. Тінчурін збирає нову трупу з колишніх акторів трупи «Сайяр», запрошує драматургів і музикантів.

## Репертуар
У 1907 році в репертуар трупи входили п'єси «Сором або сльози» Я. Валі, «Біда від указу» Х. Забірі, «Життя з трьома дружинами» Г. Ісхакі, «Денщик підвів» С. Турбіна, «Жалюгідна» ь в постановці Кудашева-Ашказарского.
В наступний період роботи «Сайяр» (1908-12) в репертуарі чільне місце посідали п'єси Галіаскара Камала: «Перша вистава», «Заради подарунка», «Розпуста», «Банкрут», «Таємниці нашого міста». Потім репертуар трупи розширюється: ставляться твори російської та західно-європейської класики, азербайджанської драматургії: «Підступність і любов» (1913), «Гроза» (1914), «Без вини винуваті» (1915), «Ревізор» (1916), «Прибуткове місце» (1916), « Скупий» (1915), «Лікар мимоволі» Мольєра (1916), «Горе Фахретдіна» Везірова, «Надіршах» Наріманова.
Трупа, очолювана Г. Карієвим, вела велику роботу зі створення національного репертуару. Були поставлені п'єси Фатіха Амірхана «Молодь», «Нерівні» і твори молодих письменників: «Перші квіти» Каріма Тінчуріна «Молодята не обманюються» Мірхайдара Файзі і ін. У 1917 році режисер Карієев організував конкурс татарської п'єси, покликаний розширити репертуар трупи.
У тому ж 1917 «Сайяр» вперше ставить заборонену в 1910 році цензурою до постановки драму Гафура Кулахметова «Молоде життя», написану під впливом Горького.
У 1918 році Карім Тінчурін залучає до роботи з театром молодих драматургів Фатіх Сайф-Казанли, Ш. Усманова, Фатхі Бурнаша.

## Склад трупи
- Після відходу з трупи Ільяса Кудашева-Ашказарського разом з Габдуллою Карієвим в Уральськ вирушили дев'ять акторів[6]:
  - Валіулла Муртазін-Іманський
  - Сахібжамал Гіззатуллін-Волзька
  - Ф. Шаймарданова
  - Н. Ахундов
  - Н. Гайнуллін
  - А. Ішмуратов-Кулалаєв
  - Н. Хайретдінов
  - З. Богданова
- Габдельбарі Файзуллін-Болгарська
- У 1910 році в трупу вступили:
  - Касім Шаміль
  - Гульсум Болгарська
  - Габдулла Камал 1-й
  - Г. Мангушев
  - Карім Тінчурін
  - Хаміт Азімов і ін.

У трупу в різний час входили також актори: А. Кулалаєв, 3. Баязітський, Н. Сакаєв, Ф. Самітова, С. Байкіна, Дж. Байкін, Зайна Султанов, А. Сіняєва, Карім Тінчурін, Камал 2-й, С. Айдаров, Ф. Ільська, М. Іманська, Ф. Бакіров, 3. Ахмерова, Н. Арапова, Ідель (Парсін) і ін. Історику театру І. Ілялевій відомі прізвища 48 акторів, що грали в Сайяр. Карієв привертав до постановки вистав російських режисерів Загорського, Михаленко, художника Бенькова.

## Роль у формуванні татарського професійного театру
Крім Татарського академічного театру, трупа Сайяр послужила основою для створення інших театральних колективів. У 1912 році з трупи «Сайяр» йде С. Гіззатуллін-Волзька і формує в Уфі другу татарську трупу «Нур» («Луч»), кістяк якої складають відомі артисти Барі Тарханов, Касім Шаміль, Мухтар Мутін. У 1915 році Валіулла Муртазін-Іманський організовує в Оренбурзі третю татарську трупу «Ширкат» («Товариство»), де починають свій шлях Халіль Абжалілов і Фатима Ільська. Після революції В. Муртазін-Іманський стає засновником професійного башкирського театру в м. Уфі. Репертуар всіх труп був ідентичний. Вони з невеликою різницею повторювали афішу «Сайярі».

## Хронологія
- 1907 р. 19 травня — «Світло і темрява» за п'єсою А. Н. Островського, м. Оренбург.
- 1907 р. серпень — гастролі на Макаріївському ярмарку. У трупу влилися Г. Карієев і С. Гізатулліна-Волзька
- 1907 р. листопад — гастролі в м Москві.
- 1907 р. грудень — розпад трупи І. Кудашева-Ашказарського
- 1908 р. 12 січня — прем'єра вистави «Нещасний юнак», м. Уральськ
- 1908 р. квітень — об'єднавшись в «Товариство казансько-кавказьких мусульманських артистів» під керівництвом Г. Араблінського, татарські актори починають гастрольний тур в Тифлісі, Єлизаветполі і Астрахані.
- 1908 р. серпень — гастролі в Нижньому Новгороді
- 1908 р. вересень — гастролі в Казані
- 1909 р. — виходить фетва казанського духовенства про заборону театру
- 1911 р. — трупа отримує в своє розпорядження сцену Східного клубу
- 1911 р. — прихід до трупи Каріма Тінчуріна
- 1911 р. 4 листопада — прем'єра комедії «Банкрут» Г. Камала
- 1911 р. 11 листопада — прем'єра комедії «Таємниці нашого міста» Г. Камала
- 1912 р. — відхід з трупи Сахіпжамал Гізатулліної-Волзької, Касіма Шаміля
- 1915 р. — Г. Карієев запросив до трупи Фатийму Ільську
- 1917 р. 19 березня в м. Казані, 4 травня — в м. Москві на з'їзді мусульман з великим успіхом зіграна трагедія Г. Ісхакі «Зулейха».
- 1917 — перший конкурс татарської п'єси
- 1918 р. серпень — розпад трупи, Габдулла Карієв їде з Казані
- 1920 р. 28 січня — помер Габдулла Карієв